# Encadenado (película de 1940)
 Encadenado  es una película de Argentina en blanco y negro dirigida por Enrique De Rosas según el guion de Belisario García Villar que se estrenó el 28 de marzo de 1940 y que tuvo como protagonistas a Enrique de Rosas, Alita Román, Ernesto Raquén y Homero Cárpena.

## Sinopsis
Una confusión de amores entre una chica y su mecenas.

## Reparto
- Enrique de Rosas ...	Leandro Lozano
- Alita Román ...	Elena
- Ernesto Raquén ...	Pablo Lozano
- Homero Cárpena...	Martín
- Alberto Terrones...	Don Pietro
- Amalia Bernabé...	Adelaida
- Pascual Pelliciota...	Ferrer
- Alberto De Salvio...	Marcial
- José Tresenza...	Rogelio
- Pedro Aleandro...	Carlos
- Elena Marcó...	Lara
- Tilda Thamar
- Bernardo Perrone
- Warly Ceriani